# Micimackó: Boldog új mackóévet
A Micimackó: Boldog új mackóévet (eredeti cím: Winnie the Pooh: A Very Merry Pooh Year) 2002-ben megjelent amerikai 2D-s számítógépes animációs film, amely a Micimackó című filmsorozata alapján készült. Az animációs filmhez a Micimackó és a karácsony című hagyományos televíziós rajzfilmmel fűzték. Az animációs játékfilm rendezői Gary Katona és Ed Wexler, producere Antran Manoogian. A forgatókönyvet Brian Hohlfeld írta, a zenéjét Mark Watters szerezte. A videofilm a Walt Disney Pictures és a DisneyToon Studios gyártásában készült, a Walt Disney Home Video forgalmazásában jelent meg. Műfaja zenés filmvígjáték.
Amerikában 2002. november 12-én, Magyarországon 2002. december 3-án adták ki DVD-n és VHS-en.